# Canon (musique)
Pour les articles homonymes, voir Canon.

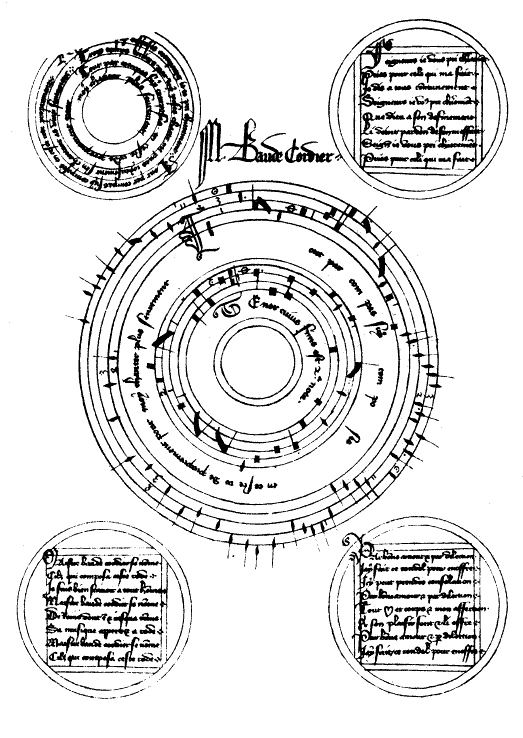
Tout par compas suy composés (folio 12). Canon circulaire de Baude Cordier, extrait du Codex Chantilly, manuscrit du XIV.

Un canon (en grec ancien : kanōn « règle, précepte ») est un procédé de composition musicale contrapuntique dans laquelle plusieurs voix, vocales ou instrumentales, jouent ou chantent une imitation de la mélodie, mais de manière différée. C'est la forme la plus stricte de l'imitation polyphonique.
Dans ses origines, la construction du canon se détermine entièrement par l'invention de la mélodie qui donne la règle aux autres voix. Sauf pour sa cadence, aucune partie ne peut s'écarter de la « règle ». Le canon se distingue de la fugue autant par sa simplicité que sa rigueur : aucune voix ne peut s'échapper du « canon » pour répondre aux lois du contrepoint.
Il existe deux types principaux de canons : dans l'un, les voix se poursuivent et arrivent à une fin (par exemple dans la caccia italienne) ; dans l'autre, les voix échangent les phrases musicales qui sont répétées de façon circulaire (rota, rondellus…) « ad infinitum ». La superposition des voix peut se faire avec diverses techniques plus élaborées : avec des vitesses différentes (canon de proportion), en miroir (renversement), « à l'écrevisse » (rétrogradation), la plus étonnante, et combiner tous ces procédés. Certains canons sont accompagnés de parties non canoniques.
Le canon est utilisé en tant que procédé au sein d'une œuvre plus vaste, au caractère contrapuntique ou non (fugue, sonate…), pour constituer une partie, un mouvement ou une section, avant un développement ou une cadence, etc. qui abandonne l'écriture en canon. Une fugue contient couramment des sections canoniques.
Le « canon rythmique » consiste à répéter à l'identique un rythme, décalé dans le temps.
Le canon est une forme musicale polyphonique, ainsi qu'un procédé compositionnel fondé sur le développement de l'imitation. L'idée musicale énoncée en premier — appelée thème, ou antécédent ou dux — se développe en imitation d'une voix à une autre. Celles qui suivent sont appelées conséquents (ou comes). Le décalage produit un contrepoint.
Ce sens strict et moderne n'apparaît pas avant le XVIe siècle, mais le procédé est fondamental à l'écriture polyphonique depuis le XIIIe siècle (Pérotin, 1225 environ). Le canon n'est pas qu'un genre savant. C'est aussi la seule forme de contrepoint strict restée vivace dans la pratique musicale populaire et dont le répertoire est abondant, du moins sous sa forme la plus simple. Il constitue ainsi un des moyens de la pratique polyphonique pratiqués par des musiciens amateurs ou professionnels, s'inscrivant notamment dans un contexte social en Angleterre, par les catches society (du XVIe au XXe siècle).
Le canon peut être utilisé pour un passage ou une œuvre entière. Dans ce cas, les contrapuntistes ont souvent noté leurs canons en n'écrivant la mélodie (l'antécédent) qu'une seule fois ; tel Palestrina pour le double canon de la Missa ad fugam (1567). Joachim Burmeister, au début du XVIIe siècle, donne à cette pratique le nom de fuga imaginaria, puisqu'elle demande aux musiciens de trouver eux-mêmes les entrées. Si le compositeur ajoute des éléments plus complexes, trouver sa résolution. C'est le cas des canons énigmatiques de Bach. Ces canons à énigme sont appelés polymorphes s'ils possèdent plusieurs solutions possibles.

## Appellation
L'origine du nom peut initialement se raccrocher au grec ancien « kanōn », κανών (« la mesure » ou « règle »), nom de divers outils des charpentiers et maçons que l'on retrouve dans la désignation de l'instrument monocorde destiné à l’étude des proportions en musique et utilisé par Pythagore et son école d'harmonistes, appelés parfois canonistes. Le mot se retrouve dès le XIIe siècle, dans un ancêtre arabe ou perse du cymbalum, le qanûn ou kanoun, une cithare à cordes frappées, ; aux règles de grammaire (grammatici canones) ; ou celles des principes de vie quotidienne des clercs et moines dès les IVe et Ve siècles. Dans le monde byzantin (VIIe siècle), il est utilisé dans l'hymnologie et les genres poétiques (troparia et kontakia). Les autres sens sont généralement religieux, comme le code ecclésiastique de droit canon ; en liturgie, le canon de la messe (entre le Sanctus et Pater) ou des dérivés, tel le chanoine via le latin médiéval, canonicus.
En musique, à l'origine, le canon peut avoir un sens très général, sans porter l'idée d'imitation. Alors qu'il définit cette dernière au mot fuga Tinctoris dans son traité Terminorim musicæ deffinitorum (vers 1472–1495) le définit comme « une règle indiquant d'une manière symbolique  certains desseins du compositeur. » Selon Heinrich Bellermann, il s'agirait « des signes de mesures, de reprises, des indications d'exécution » notés par le compositeur. Un siècle plus tard, Gioseffo Zarlino, en fait usage dans Le institutioni harmoniche (1558). Cependant, il distingue également mélodie à imiter de la fuga aux entrées strictes et l'imitation, libre.
Il faut attendre le début du XVIIe siècle, avec Silverio Picerli (Speccio de musica, 1630 et 1631) pour que le mot canon désigne la mélodie de l'antécédent, posée comme « règle » à suivre.

## Techniques
Les différentes parties d'un canon peuvent se succéder à l'unisson — cas le plus répandu —, mais également à d'autres intervalles, en faisant débuter le conséquent sur un autre degré que l’antécédent — octave ou quinte, principalement.
À côté du canon simple, les contrapuntistes n'ont cessé d'user de procédés plus élaborés et en combinant les difficultés ou jeux conceptuels. Il se définit alors en fonction du type de réponse (conséquent) qu'il comporte : commencer par la dernière note pour revenir au début (rétrograde), remplacer les intervalles montants par l'intervalle descendant ou vice versa (mouvement contraire) ; ou modifier l'unité de durée (diminution, augmentation) ; ou établir diverses unités de temps (prolation) pour chaque voix (canon de proportion).
Olivier Messiaen, pratique le canon de rythmes, indépendant de la mélodie.

### Par mouvement direct
Le canon « direct à l'unisson » est sa forme la plus simple : toutes les voix sont absolument identiques.
L'exemple le plus connu est la chanson enfantine Frère Jacques — dont l'auteur est très vraisemblablement Jean-Philippe Rameau. Début du canon :
Ce type de canon est le plus familier. Il respecte les intervalles et les rythmes ainsi que le décalage dans le temps. Il est donc en imitation parfaite et « régulier » ; tout comme l'exemple suivant, à l'octave :

### Par transposition
Un canon à la quinte oblige à des imitations irrégulières. Il ne peut donc être dit « régulier » ou strict (certains intervalles changent pour rester dans la tonalité).

### Canon perpétuel
Après cette liste, il est aisé comprendre que la réalisation de ces canons est particulièrement ardue. C'est ainsi que des tables numériques ont été imaginées pour les créer de manière mathématique, comme celle figurant dans la Musurgia universalis (1650) d'Athanasius Kircher, intitulée Tabula mirifica arcanæ contrapunctis revelant. Le secret a été perdu, mais le musicologue Giacarlo Bizzi en a proposé une hypothèse en la confrontant notamment aux canons des Variations Goldberg de Bach,.

## Typologies
L'accumulation des diverses techniques mises en œuvre nécessite de passer au crible le vocabulaire accumulé par les théoriciens et les musicologues. Ce lexique passe du latin à l'italien, de l'anglais ou de l'allemand au français.

### Échange des phrases
Ce que nous appelons « échange des phrases » (ou échange des voix) se dit communément voice-exchange et Stimmtausch, respectivement en anglais et en allemand.
La pratique apparaît à la fin du XIIe siècle dans les organa de l'école de Saint-Martial de Limoges, puis est mis en valeur dans l'École de Notre-Dame, dans les conductus ou l'organum par Pérotin (Viderunt omnes). Le théoricien Jean de Garlande nomme le procédé repetitio diverse vocis.
Le principe est abondement illustré dans la polyphonie anglaise du XIIIe siècle par la rota et le rondellus.
Cet échange des phrases est souvent combiné avec un ostinato, et éventuellement combiné en plus avec une « amplification », qui est un allongement des phrases pour la répétition.

### Pes
Le « Pes » littéralement pied, est une sorte de cantus firmus non grégorien, soit inventé, soit issu d'une chanson, généralement traité en ostinato.

## Rétrogradation
Le procédé, qui consiste à renverser le sens de lecture de la partition, est aussi un principe formel, né avec l'École de Notre-Dame (Viderunt omnes, sur Notum fecit Domninus) et qui dépasse la seule écriture canonique.

## Différents genres
Une des origines médiévales se trouve dans la chace (les voix se pourchassant), il est alors exécuté en réunion intime, la caccia italienne est un équivalent et le rondellus (échanges de parties entre trois voix) se retrouve en Angleterre. Ces formules musicales ont contribué à la naissance du canon tel que le connaît l'Europe depuis le XVIe siècle.

### Rondellus
Il désigne en Angleterre à la fois une technique d'écriture et un genre musical. La première relève du canon circulaire ou perpétuel, généralement à trois voix égales, avec échange des phrases.

### Rota
Il s'agit de la forme d'écriture entièrement canonique la plus ancienne. La rota « sumer is icumen in », appelée aussi Reading rota ou Summer canon, date du XIIIe siècle (vers 1250) et est à la fois célèbre et exceptionnelle. L'écriture est à l'unisson, circulaire ou perpétuelle. Le ténor énonce et répète une mélodie, sur laquelle deux parties supérieures chantent, puis échangent et chantent à nouveau, deux lignes de contrepoint harmonieuses.

### Round
Le terme désigne pour les Anglais, à partir du XIIIe siècle, un canon circulaire ou perpétuel à trois voix au moins, dans des sujets profanes ou religieux.

### Chace
En France au XIVe siècle, la chace désigne une pièce canonique profane à trois voix à l'unisson. Elle est notamment utilisée par Guillaume de Machaut.

### Caccia
La caccia italienne est un des trois genres principaux du trecento, avec le madrigale et la ballata. Il nous reste 26 de ces œuvres.

### Catch
Avec le déclin du madrigal, le catch aux XVIIe et XVIIIe siècles connaît un regain d'intérêt en Angleterre.

## Histoire

### Jusqu'à 1600
Aux alentours du XVIe siècle, Josquin et tous les compositeurs de son époque et sa génération, comme (Brumel et Ockeghem), utilisent  massivement le procédé dans les productions liturgiques, messes, motets, etc. où se trouvent des entrées en canon. Par exemple, la Messe L'Homme armée sexti toni propose des canons systématiques tout au long de l'œuvre, à la seconde, à la quarte, à la quinte, à l'octave, mais également conjointement à d'autres procédés : par mouvement rétrograde, par augmentation (Agnus Dei II de la Messe L'Homme armée voces musicales).

## Canons célèbres
Voir aussi le Canon en ré majeur à trois voix et basse continue de Pachelbel, les canons qui ponctuent les Variations Goldberg (var. 3, 6, 9, etc. respectivement à l'unisson, à la seconde, à la tierce, etc. jusqu'à la neuvième à la var. 27) ou les canons de L'Art de la fugue de Bach.